# Void (Wildstorm)
(Void al primo incontro con Lord Emp)
Void è un personaggio della serie a fumetti WildStorm Wildcats, illustrata da Jim Lee e scritta da Brandon Choi. Nel corso della storia ci sono state due Void: Adrianna Tereshkova e Nikola Hanssen.

## Personalità
La personalità delle donne che hanno assunto il manto di Void è completamente soppressa dall'asettica personalità della Sfera Celeste, che agisce com una creatura silenziosa e inespugnabile, per la maggiore insondabile, fredda e incomprensibile. L'ospite umano della forza cosmica è da essa guidata nelle sue azioni ed il fatto che non le spieghi deriva dall'assoluta incomprensione che l'ospite stesso ha nei riguardi di esse. Le azioni della Sfera sono ignote all'ospite umano ma fondamentalmente esse sono benintenzionate e volte alla manipolazione degli eventi per far sì che tutto segua un corso ben stabilito.
In poche rare occasioni si è vista Void scioccata o spaventata, e solo a seguito di un grande sforzo compiuto in battaglia, il quale probabilmente nullifica per poco tempo l'influenza della Sfera sull'ospite. Non la si è mai vista invece ridere o sorridere, ne ha mai espresso gioia, così come non ha mai dimostrato di provare tenerezza o affetto per qualcuno.
In una delle rare occasioni in cui la personalità di Adrianna è riaffiorata si è detta sconvolta della perdita di umanità subita, ma a seguito di un discorso con Sevant, capirà che in fondo anche se sentimentalmente asettica è rimasta una brava persona, considerazione grazie alla quale accetterà più di buon grado la sua condizione. Al di fuori di queste occasioni tuttavia, Void sembra distante da tutto ciò che è reale e vive in una realtà dissociata dall'alto della quale è immune a tutti gli stimoli negativi o positivi del mondo.
Secondo Savant tuttavia, Void non è affatto completamente priva di emozioni, ma le manifesta in modo differente dall'ordinario, motivo per il quale sembra non provarne, la donna sembra riuscire a capirla meglio di molti altri ed afferma che: "Per chi impara a conoscere Void come faccio io quel volto impassibile ride, piange, si dispera e si rasserena!". Void appare come collegata alle altre entità cosmiche e può sentirle, interagirvi e far rispettare il loro volere, come avviene con Lord Emp. Per un certo senso Void sembra riconoscere unicamente l'autorità delle forze cosmiche e non (forse perché non può) si oppone mai al loro volere.

## Biografie dei personaggi

### Adrianna Tereshkova
Adrianna Tereshkova (Адрианна Терешкова) nacque a Arcangelo, in Russia, nel 1952. Lei e sua sorella Svetlana Tereshkova (Светлана Терешкова) furono cresciute dal padre a seguito della precoce morte della madre. L'uomo adorava le figlie ed incoraggiò molto il sogno di Adrianna di diventare una astronauta raccontandole la leggenda dell'arcangelo da cui prende il nome il villaggio.
Quando Adrianna aveva sedici anni sua sorella morì in un incidente d'auto. Lo shock fu tale che la ragazza non trovò nemmeno il coraggio di presentarsi al funerale, si lasciò alle spalle tutti i sogni d'infanzia e scappò di casa con un giovane musicista. Il padre fu segnato dalla condotta della figlia ed una sera l'affrontò a viso aperto, completamente ubriaco, e la convinse a tornare sui suoi passi. Ricongiuntasi al padre la ragazza si iscrisse all'accademia e nel giro di pochi anni divenne un astronauta come da lei sempre sognato. Ottenuto il grado di maggiore, Adrianna fu mandata in orbita per una missione extrasolare dal governo russo il 28 luglio 1980. Tre mesi dopo la partenza suo padre morì per arresto cardiaco, ma fu orgoglioso di ciò che Adrianna aveva realizzato.
Nello spazio la navicella su cui viaggiava Adrianna entrò in rotta di collisione con una sfera argentata (la Sfera Celeste), la vicinanza con l'oggetto portò i motori dello shuttle in avaria e di conseguenza la collisione fu inevitabile. L'esplosione che seguì distrusse il velivolo e uccise l'equipaggio, Adrianna compresa, curiosamente però la donna rimase cosciente dopo l'avvenimento ed entrò in contatto con la sfera, che la privò dello scafandro, dei vestiti e di ogni pelo che aveva in corpo; a seguito la Sfera Celeste si fece liquida e colò sul corpo di Adrianna in tali condizioni rivestendolo interamente fatta eccezione che per il viso. Le coscienze di Adrianna e della Sfera si fusero e nacque Void.
Void, guidata dalla forza mistica che alberga in lei aiutò Jacob Marlowe, allora senzatetto a rimettersi in piedi e creare l'impero finanziario della Halo Corporation, in seguito rimarrà al suo fianco quando questi creerà i Wildcats al fine di proseguire la millenaria guerra tra Cherubini e Deamoniti. Durante questo periodo verrà rivelato che il suo scopo era riuscire a impossessarsi e distruggere altri tre frammenti di Omnia, l'entità dalla cui frazione è nata anche la Sfera Celeste, così da impedire che finissero in mani sbagliate. Ad ogni modo Void rimarrà coi Wildcats anche dopo aver perseguito il suo scopo, rivelando solamente che il mondo sarà molto influenzato dalla guerra che essi combattono.
Durante una battaglia con l'alieno noto come Crusade, la personalità di Adrianna riaffiorerà per un istante in Void, la quale capirà di aver completamente perduto la propria umanità, cosa che le causerà un forte sentimento di sconforto; tuttavia Kenesha di Khera (la figlia di Zelota e Mr. Majestic, più nota come Cordelia Matheson o Savant) la conforterà dicendole che anche se priva di emozioni è rimasta una brava persona, considerazione grazie alla quale accetterà più di buon grado la sua condizione. Da allora infatti non avrà più nessun tipo di crisi o manifestazione emozionale esplicita.

Void sarà vicina a Lord Emp quando inizierà il suo cammino di ascensione ad Alto Lord di Kera, ed assieme a Spartan sarà in sua prossimità quando l'ascensione avverrà a livello definitivo consacrando l'alieno a forza cosmica. È proprio Void ad annunciare che Emp non è affatto "morto" per quelli che sono i canoni umani, difatti esso è ancora vivo come tutt'uno col cosmo, ovvero è divenuto una forza cosmica al pari di quella posseduta da Void al suo interno, motivo per il quale da allora sarà proprio Void la sua portavoce sul mondo reale e si impiegherà alla realizzazione dei voleri dell'uomo, assistendo Spartan (ora noto come Jack Marlowe) nella direzione della Halo Corporation e nella realizzazione dei suoi molteplici progetti per migliorare il mondo. Con gli anni tuttavia la personalità di Adrianna iniziò a non poterne più della reclusione e implorò la Sfera di lasciarla andare, essa acconsentì e permise all'anima della donna di raggiungere finalmente l'aldilà, rimanendo però priva di un corpo ospite. Da allora iniziò a fondersi occasionalmente con Spartan, senza però mai smettere di cercare un nuovo ospite definitivo.

### Nikola Hanssen
Nikola Hanssen (نيكولا هانسن) nacque negli Stati Uniti nel 1978 da una coppia di immigrati arabi, sebbene l'esatta provenienza della sua famiglia non è stata mai rivelata esattamente. Nikola venne chiamata così in omaggio al santo cui era devoto il padre, il quale era protettore e patrono della famiglia, la quale era cristiana nonostante le proprie origini. I genitori della ragazza morirono quando essa aveva sedici anni e da allora Nikola decise di iniziare a studiare medicina per diventare una dottoressa e salvare vite umane. Seguendo questa vocazione essa divenne una paramedica presso l'ospedale della città di Los Angeles frequentando un corso di specializzazione per divenire una dottoressa.
Nel 2006 tuttavia, quando nell'universo WildStorm avviene la catastrofe globale nota come Worldstorm, a seguito dell'arrivo di Capitan Atom, la vita di Nikola cambia drasticamente; l'essenza della Sfera Celeste, che da anni era rimasta priva di un corpo ospite e si fondeva occasionalmente con Spartan venne difatti attirata dalla potenza del supereroe DC Comics naufragato nella sua realtà e si fuse a lui per permettergli di aprire un varco di modo da consentire il suo ritorno a casa. Sventuratamente questo provocò una catastrofe immane in tutto il mondo, cui i supereroi più in vista cercarono inutilmente di far fronte.
Nikola nel tentativo di adempire al suo dovere soccorse i feriti per le strade e prestò loro le prime cure mediche, tuttavia ciò non fu sufficiente e parecchie persone morirono sotto i suoi occhi schiacciate dalla furia devastatrice venutasi a creare. In preda alla disperazione la paramedica si avvicinò alla fonte dello scompiglio ed in questo modo assistette all'apertura del varco che portò nuovamente Atom nel suo universo di origine ma che provocò il collasso dell'intero universo Wildstorm. Nikola si trovò a vagare nel nulla come tutti gli abitanti dell'azzerato universo, curiosamente però rimase cosciente dopo l'avvenimento ed entrò in contatto con la sfera, la quale la privò del camice, dei vestiti e di ogni pelo che aveva in corpo; a seguito si fece liquida e colò sul corpo di Nikola in tali condizioni rivestendolo interamente fatta eccezione che per il viso. Le coscienze di Nikola e della Sfera si fusero e nacque Void.

La prima cosa cui la neonata entità assistette fu dunque la nascita di un nuovo universo Wildstorm, a seguito del quale l'intera linea temporale viene riscritta e le vite dei personaggi modificate. La nuova Void rimarrà allora l'unico personaggio a ricordare del vecchio universo Wildstorm. Mentre il mondo si riprende pian-piano dalla devastazione Void fa la sua parte al fianco di Spartan alla guida della Halo corporation come la sua predecessora. La Sfera dimostrerà inoltre di essere comunque in grado di fondersi con Spartan sebbene ora possegga un corpo ospite. Per un certo periodo Void sarà catturata e manipolata dal supercriminale Tao, che la utilizza per catturare altri esseri superpotenziati e formarsi un esercito. Il suo piano tuttavia viene sventato dai Wildcats e Void viene liberata dal suo controllo mentale.

## Poteri e abilità
La forma umana di Void è legata con la forza cosmica nota come Sfera Celeste, la quale in origine era parte di una forza cosmica più grande nota come Omnia la signora della luce, la quale fu sconfitta dall'oscurità nella notte dei tempi e frazionata in molteplici sfere che formarono le innumerevoli forze cosmiche esistenti. I poteri di Void derivano proprio da questa entità. La Sfera Celeste conferisce a Void una vasta gamma di poter, tra i quali:
- Teletrasporto: La più notevole capacità di Void è quella di teletrasportarsi ovunque nel raggio globale. Accompagnato da un forte suono, Void non fatica ad attivarla e può trasportare se stessa e gli altri attraverso migliaia di chilometri anche con ostacoli artificiali come i campi di forza. Sembra possedere una consapevolezza istintiva e costante di dove sta andando quando si teletrasporta, in quanto non c'è mai il rischio che sbagli destinazione. È limitata dalla distanza, ma non dal numero di persone che trasporta con sé: infatti non può teleportarsi fuori dall'atmosfera terrestre.
- Chiaroveggenza/precognizione: Void possiede dei forti poteri di chiaroveggenza e precognizione,  è in grado di sapere con esattezza qualunque cosa stia accadendo o debba accadere nell'universo. I limiti esatti di questo potere non sono definiti, però non è un potere automatico e per attivarlo deve sforzarsi molto e rendersi vulnerabile agli attacchi nemici. La chiaroveggenza lascia inoltre la Sfera momentaneamente lontana dal controllo dominante e fa emergere per un attimo la mente dell'ospite, difatti Void sembra turbata a seguito di ogni visione, sentimenti che di norma non prova. Non è comunque in grado di scegliere arbitrariamente di vedere il futuro ma dipende dal volere della Sfera.
- Proiezione astrale: Void è in grado di proiettare astralmente la sua presenza all'interno di una mente anche qualora questa fosse in coma. Void può inoltre materializzare la sua forma astrale anche in un luogo ed è comunque capace di interagire, toccare e combattere anche in tale forma.
- Cronocinesi: La natura di Void le consente di viaggiare nel tempo, avanti e indietro a sua discrezione. Ha una profonda consapevolezza della natura del viaggio nel tempo e dei paradossi che possono scaturirne. Generalmente non abusa di questa possibilità tranne in circostanze gravi. Inoltre è molto drenante, difficile da realizzare e più si allontana dal suo punto di partenza più le diviene difficile tornarvi.
- Telecinesi: Void ha abilità telecinetiche abbastanza potenti. Via telecinetica è in grado di volare ed erigere campi di forza per proteggere se stessa e gli altri, può far levitare gli oggetti e le persone. L'esatto ammontare della forza che può esercitare non è noto ma ruota all'incirca attorno alle 50-75 tonnellate. I suoi campi di forza invece non sono completamente impenetrabili da un telecineta molto potente.
- Manipolazione di energia quantica: Void è in grado di manipolare i campi di energia quantica e generare notevoli quantità di energia. Per lo più genera questa energia attraverso potenti scariche o tramite esplosioni. Può inoltre manipolare le energie esterne. Tale potere le permette di manipolare anche l'energia di cui essa stessa è costituita di modo da poter interagire con le sue dimensioni e con la sua massa fino a potersi ingigantire o rimpicciolire a sua discrezione.

Void è inoltre in grado tramite il volere di Lord Emp dopo l'ascensione a forza cosmica di fondersi con Spartan causando così un incremento dei poteri di quest'ultimo.

## Altre versioni

Void nella serie animata.

- Nella Smoosh Reality viene presentata una versione alternativa del personaggio chiamata Ripvoid, amalgama tra Void e il personaggio Top Cow Ripclaw, è membro dei Vicius Razor.
- Nel crossover Marvel/WildStorm ambientato nella terza guerra mondiale Void è sempre un membro dei Wildcats e combatte contro lo schieramento di forze formato dai Deamoniti, dal Dottor Destino e dagli Skrull.
- Nella miniserie Spawn/Wildcats ambientata nel 2015, scritta da Alan Moore, tutte le supereroine sono state private dei loro poteri e rinchiuse nel suo harem da Spawn, che ha assunto i poteri del diavolo e si è ribattezzato Ipissimus. Tra di esse c'è anche Void, l'unica a ribellarsi e ad uccidere la versione futura di Troika liberando l'intero harem.

## Altri media
- Del personaggio esiste anche una versione animata nella serie d'animazione La sfera del tempio orientale, dove è doppiata da Janet-Laine Green nella versione originale. In questa versione non è una forza cosmica bensì un'intelligenza artificiale Cherubina. Nell'adattamento italiano della serie viene chiamata Dea.